# 御替地町
御替地町（おかえちちょう）は、愛知県名古屋市南区の地名。

## 地理
名古屋市南区北西部に位置していた。

## 歴史

### 町名の由来
道徳新田の通称が御替地新田であったことによるという。1728年（享保13年）に天白川を山崎川に合流させる治水工事が行われたものの失敗に終わったため、流路を原状に復することになった。この結果、天白古川新田を破棄することになったため、その替地として、1741年（寛保元年）に戸部下前新田が開発されることとなった。このことにより、御替地新田とも通称されたという。

### 沿革
- 1958年（昭和33年）8月20日 - 南区豊田町の一部により、同区御替地町として成立する[3]。
- 1960年（昭和35年）2月10日 - 豊田町・道徳本町の各一部を編入する[3]。
- 1965年（昭和40年）1月27日 - 豊田町の一部を編入する[3]。
- 1985年（昭和60年）11月3日 - 一部が豊田一丁目・豊田二丁目・豊二丁目にそれぞれ編入される[4]。
- 1993年（平成5年）11月22日 - 残部が南区豊田三丁目・豊田四丁目に編入され消滅[5]。